# Sonny Stitt
Edward "Sonny" Stitt (født 2. februar 1924 i Boston Massachusetts, død 22. juli 1982 i Washington, D.C. USA) var en amerikansk jazz-saxofonist.
Stitt hørte til bebop- og hardbop-musikkens store saxofonister. Han var inspireret af Charlie Parker og Lester Young, men fandt sin egen stil med tiden.
Han har spillet med Miles Davis, Dizzy Gillespie, Thelonius Monk, Stan Getz, J.J. Johnson og Bud Powell.